# FIFA női világranglista
| A ranglista első 20 helyezettje (2023. augusztus 25.) |          |                  |         |
| Helyezés                                              | Változás | Csapat           | Pont    |
| 1.                                                    | 2        | Svédország       | 2069,17 |
| 2.                                                    | 4        | Spanyolország    | 2051,84 |
| 3.                                                    | 2        | Egyesült Államok | 2051,21 |
| 4.                                                    | Állandó  | Anglia           | 2030,14 |
| 5.                                                    | Állandó  | Franciaország    | 2004,17 |
| 6.                                                    | 4        | Németország      | 1987,67 |
| 7.                                                    | 2        | Hollandia        | 1984,5  |
| 8.                                                    | 3        | Japán            | 1961,35 |
| 9.                                                    | 1        | Brazília         | 1949,41 |
| 10.                                                   | 3        | Kanada           | 1944,84 |
| 11.                                                   | 1        | Ausztrália       | 1882,88 |
| 12.                                                   | 1        | Dánia            | 1859,47 |
| 13.                                                   | 1        | Norvégia         | 1856,45 |
| 14.                                                   | 1        | Izland           | 1851,05 |
| 15.                                                   | 1        | Kína             | 1819,59 |
| 16.                                                   | 2        | Ausztria         | 1806,84 |
| 17.                                                   | 1        | Olaszország      | 1795,18 |
| 18.                                                   | 1        | Belgium          | 1793,53 |
| 19.                                                   | 2        | Portugália       | 1785,78 |
| 20.                                                   | 3        | Dél-Korea        | 1773,93 |
| Magyarország helyezése                                |          |                  |         |
| 42.                                                   | Állandó  | Magyarország     | 1547,03 |
| *Változás 2023. június 9. óta                         |          |                  |         |
| A teljes ranglista a FIFA.com oldalon                 |          |                  |         |

A FIFA női világranglistát 2003 júliusában vezették be a férfi FIFA-világranglista mintájára. A FIFA női világranglista megpróbálja összehasonlítani a nemzetközi női labdarúgói mezőny csapatait, és az adott időpontban a női labdarúgó-világbajnokságra kvalifikált csapatokat.

## Különbségek a férfi rendszerhez képest
Számos fontos megkülönböztetés van a FIFA női világranglista előírásában:
- A FIFA női világranglistát egy évben csupán négy alkalommal hozzák nyilvánosságra. Rendszerint a rangsor márciusban, júniusban, szeptemberben és decemberben jelenik meg. Azonban a dátumokat hozzáigazítják a Világbajnoksághoz; például 2007-ben a rangsor harmadik kiadása októberben volt, mivel a Világbajnokságot szeptemberben rendezték. Ellentétben a Férfi FIFA-világranglistával, amelyet havonta hoznak nyilvánosságra.
- A FIFA női világranglistán figyelembe vesznek minden egyes válogatott mérkőzést, egészen 1971-ig visszamenőleg, az első FIFA által elismert női válogatott mérkőzésig, amelyet Franciaország és Hollandia között rendeztek. A férfi ranglistánál csak az elmúlt négy év mérkőzéseit veszik figyelembe.
- A FIFA női világranglistán nem súlyozottak a friss eredmények, ellenben a férfiak eredményei súlyozottak egy csökkenő skálán, így hangsúlyosak a friss eredmények.

Ezek eredményeképpen a FIFA női világranglista rendszere inkább az Élő-pontrendszerhez hasonlít.

## Ranglistavezetők
2003, októberétől egészen 2023. augusztus 25-ig csak Németország és az Egyesült Államok csapata osztoztak az első helyen. Azonban a 2023-as világbajnokságot követően Svédország áll az élen, Németország a hatodik, míg az USA a harmadik. Korábban ez a két csapat szerepelt az első két helyen hat alkalmat leszámítva, amikor is Németország a harmadik helyen végzett (ez idő alatt csak Norvégia, Brazília, Anglia és Svédország végzett a második helyen).
Az Egyesült Államok tartja a leghosszabb, közel 7 évig, 2008. márciusától 2014. decemberéig tartó, egymást követő időszakot a rangsor élén.
| No. | Csapat           | Szövetség | Napok az első helyen |
| --- | ---------------- | --------- | -------------------- |
| 1   | Egyesült Államok | CONCACAF  | 5 714 nap            |
| 2   | Németország      | UEFA      | 1 701 nap            |
| 3   | Svédország       | UEFA      | 553 nap              |

1. ↑  Jelenlegi vezető, 2023. augusztus 25-i állapot